# ¿Comprendes, Mendes?
«¿Comprendes, Mendes?» es una canción y el sencillo debut de la agrupación de hip hop mexicana Control Machete incluida en su álbum debut de estudio Mucho barato (1996).
En general la canción junto con álbum innovó el rap mexicano con su estilo hardcore con beats mejor producidos e influencias del rap chicano que ha sido una gran influencia para el rap latinoamericano.

## Lista de canciones

### CD - Promo[6]
| ¿Comprendes, Mendes? — Single |                                               |          |  |
| N.º                           | Título                                        | Duración |  |
| 1.                            | «¿Comprendes, Mendes?»                        | 3:33     |  |
| 2.                            | «¿Comprendes, Mendes? (Versión Instrumental)» | 3:35     |  |
| 3.                            | «¿Comprendes, Mendes? (Versión a capela)»     | 3:28     |  |
| 4.                            | «¿Te Aprovechas Del Límite?»                  | 3:11     |  |
| 5.                            | «Grin-Gosano»                                 | 2:16     |  |

## Posiciones en las listas
| Listas (1997)               | Posición |
| --------------------------- | -------- |
| Billboard Hot Latin Tracks  | 1        |
| Billboard Latin Pop Airplay | 32       |
| México (Top 100)            | 100      |